# Park Narodowy Sirmilik
Sirmilik National Park (ang. Sirmilik National Park, fr. Parc national Sirmilik) – park narodowy położony na terytorium Nunavut, w Kanadzie. Jest to najmłodszy park narodowy Kanady. Został utworzony w 1999, na powierzchni 22 200 km². W jego skład wchodzą trzy obszary: wyspy Bylot, cieśniny Oliviera oraz półwyspu Borden.
Nazwa parku pochodzi od słowa sirmilik, które w języku Inuitów oznacza "miejsce lodowców".

## Fauna
Na terenie parku występują: niedźwiedź polarny, renifer, wilk, wiele gatunków ptaków.

## Turystyka
W parku można zobaczyć jedne z najpiękniejszych górskich krajobrazów na świecie, w skład których wchodzą: góry, głębokie fiordy, zatoki, płaskie obszary tundry, lodowce.